# Guy Wilthew
Guy Wilthew, de son vrai nom Gerard Herbert Guy Smith, est un artiste-peintre anglais né le 31 janvier 1876 à Shortland Grove, Beckenham, dans le Kent et mort le 23 mai 1920 au Faouët (Morbihan).

## Biographie
L'édition de 1914 du Who's Who présente Gérard Herbert Guy Wilthew comme ayant étudié  « en Belgique , à La Haye et trois ans à Paris sous Gabriel Ferrier ». Il a également « voyagé en Italie pendant deux ans » dans le cadre du "Grand Tour" (voyage d'éducation réalisé en Europe par les jeunes des classes privilégiées).
Guy Wilthew s'établit au Faouët en Bretagne, village attirant à l'époque de nombreux artistes et se marie le 25 novembre 1909 avec Marguerite Le Leuxhe (fille d'un artiste-peintre local Louis Le Leuxhe), dont il eut trois enfants, Guy, Armelle et Marguerite. La famille déménage ensuite pour Vannes (Morbihan).
Une photographie ancienne, prise par Fernand Cadoret en 1915, représente Guy Wilthew dans son atelier du Faouët.
Guy Wilthew est un des arrière-grands-pères de Louise Bourgoin.

## Œuvres
- Le bénitier de la chapelle Saint-Fiacre. Le Faouët (1898, huile sur toile, musée du Faouët)[5].

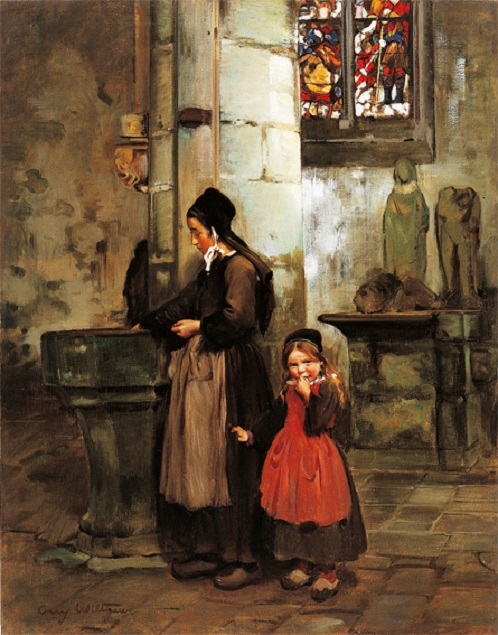
Guy Wilthew : Le bénitier de la chapelle Saint-Fiacre (vers 1913, huile sur toile, musée du Faouët)
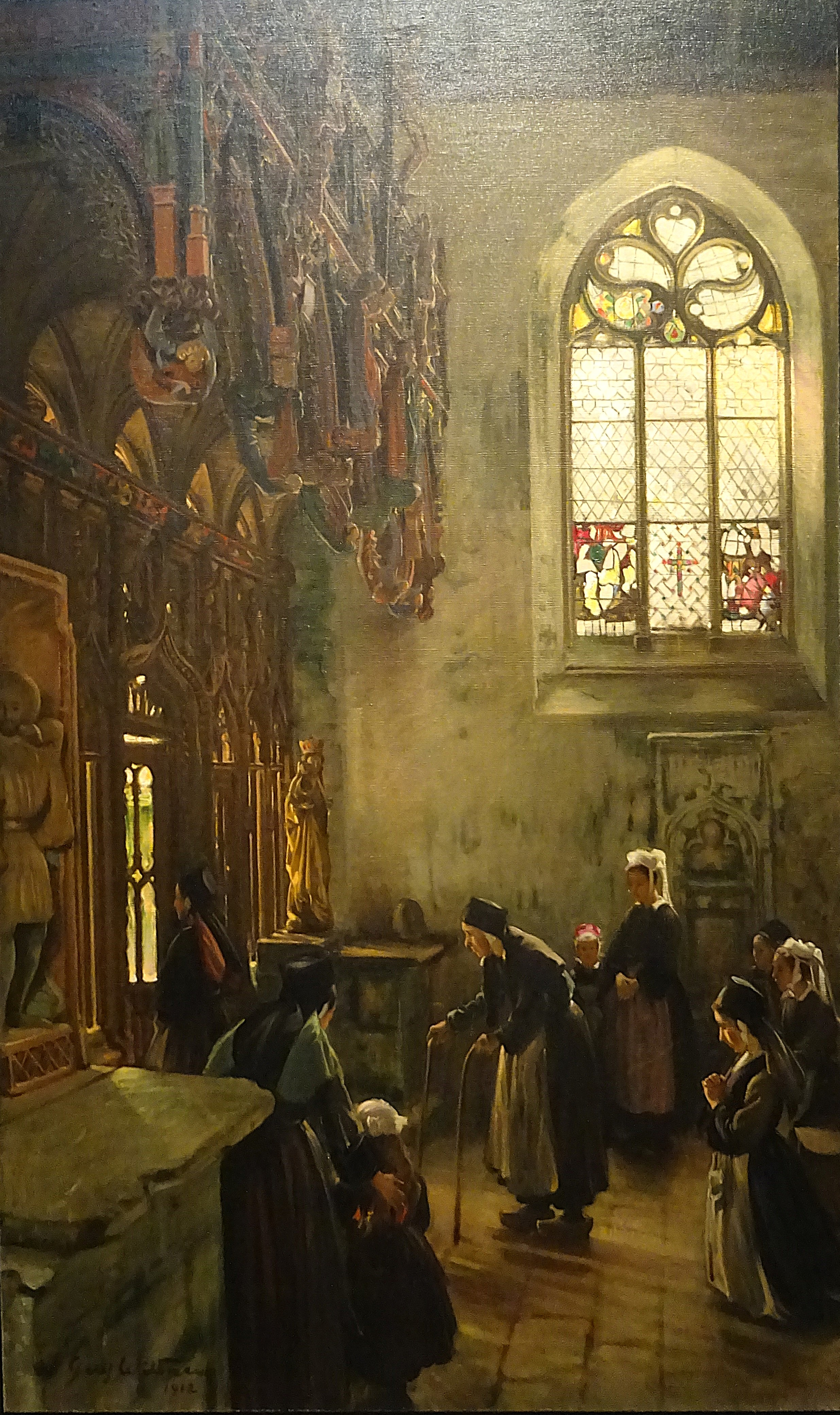
Guy Wilthew ː Recueillement dans la chapelle Saint-Fiacre, Le Faouët (1912, huile sur toile).
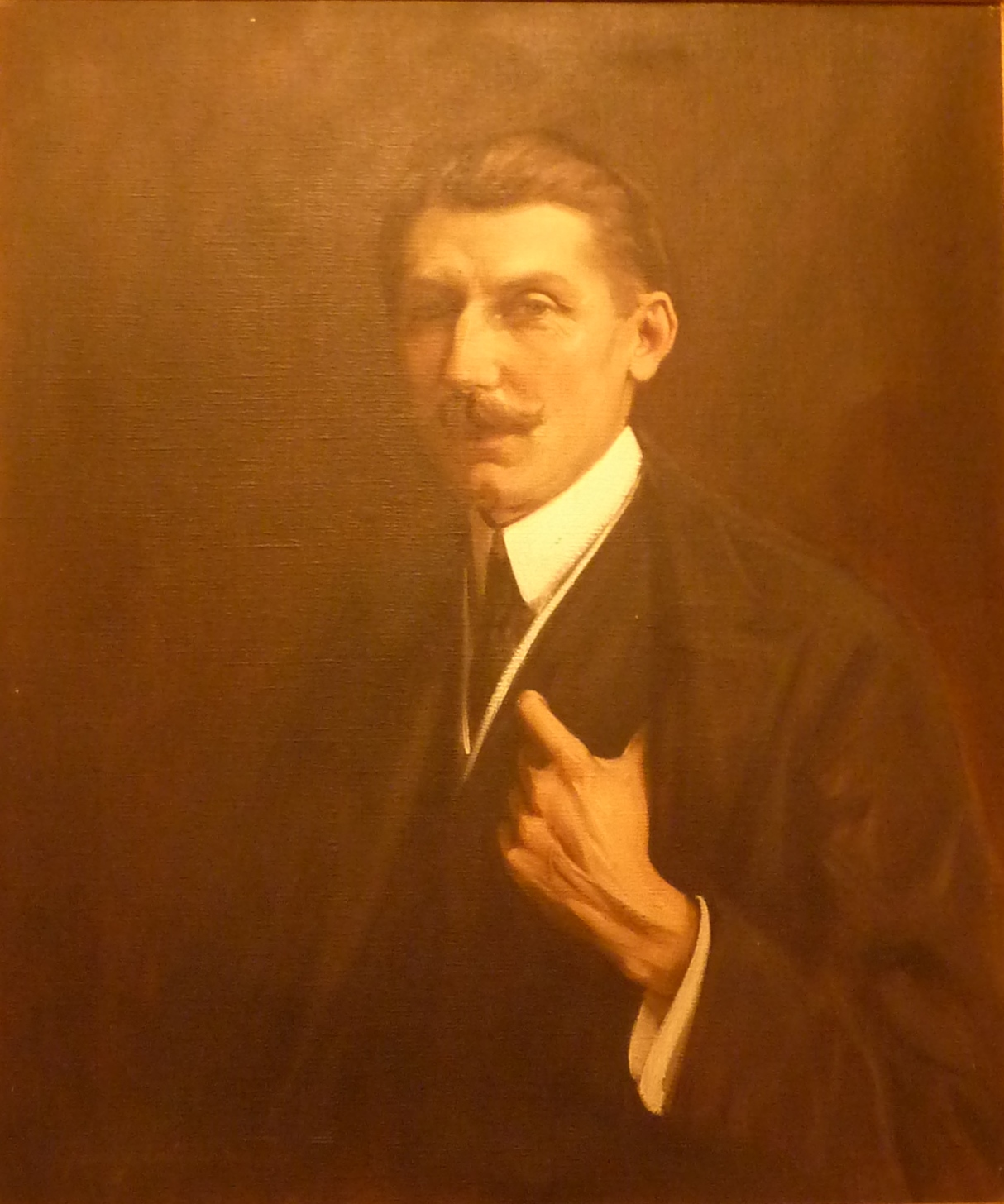
Guy Wilthew : Portrait de Victor Robic (huile sur toile, musée du Faouët)
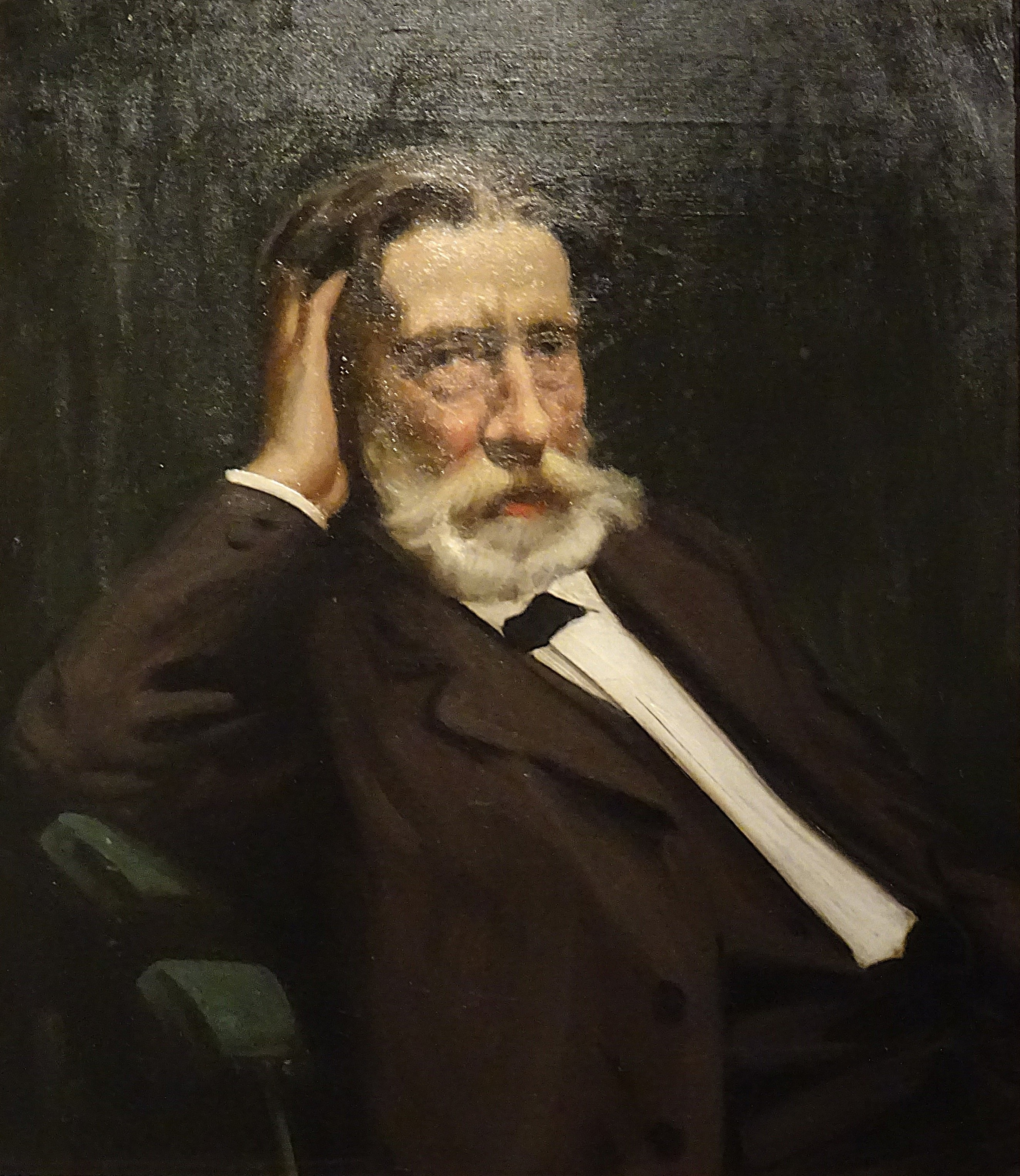
Guy Wilthew ː Portrait d'Armand-Paul Robic (1838-1916), père de Victor Robic (1875-1941) (huile sur toile, collection particulière).

## Expositions
Au musée du Faouët, Le Faouët (Morbihan), exposition du 13 juin 2020 au 15 novembre 2020 : Une famille d'artistes au Faouët.